# Frog Lake (Alberta)
Pour les articles homonymes, voir Frog Lake.
Frog Lake est une communauté crie de l'Alberta au Canada. Elle est située à environ 207 km à l'est d'Edmonton, 11 km au nord-est de Heinsburg et 13 km au sud-ouest de l'établissement métis de Fishing Lake.

## Histoire
Frog Lake a été le site du massacre de Frog Lake le 2 avril 1885.

## Annexe